# 蔡日龍
蔡 日龍（チェ・イルリョン、朝鮮語: 채일룡）は、朝鮮民主主義人民共和国の政治家。江原道人民委員会委員長。

## 経歴
出生地や生年月日、2019年までの経歴は不明。就任時期は不明であるが、江原道人民委員会副委員長に就任し、2013年8月に松濤園国際少年団キャンプ場で開かれた第28回入所式に参加した。2020年1月には江原道人民委員会委員長として朝鮮中央テレビで紹介され、委員長に昇格したことが判明した。